# 2018-as Párizs–Nizza-kerékpárverseny
A 2018-as Párizs–Nizza volt a verseny 76. kiírása, illetve a 2018-as UCI World Tour hatodik versenye. A nyolc szakasos megmérettetés az Párizs és Nizza közt zajlott március 4. és 11. között 22 csapat részvételével.
Az összetett győztese Marc Soler lett, aki az utolsó szakaszon való szökésének köszönhetően vette át az első helyet Simon Yatestől.

## Részt vevő csapatok

### World Tour csapatok
A versenyen az összes World Tour csapatnak el kellett indulnia.
| - AG2R La Mondiale - Astana - Bahrain–Merida - BMC Racing Team - Bora–Hansgrohe - EF Education First–Drapac p/b Cannondale |  | - Groupama–FDJ - Katyusa–Alpecin - Lotto Soudal - Mitchelton–Scott - Movistar Team - Quick Step Floors |  | - Team Dimension Data - Team Lotto NL–Jumbo - Team Sky - Team Sunweb - Trek–Segafredo - UAE Team Emirates |

### Pro-kontinentális csapatok
| - Cofidis - Delko–Marseille Provence KTM |  | - Direct Énergie |  | - Fortuneo–Samsic |

## Szakaszok
| Szakasz | Dátum       | Rajt              | Cél           | Hossz    | Típus           | Győztes                                 |
| ------- | ----------- | ----------------- | ------------- | -------- | --------------- | --------------------------------------- |
| 1.      | március 4.  | Chatou            | Meudon        | 135 km   | Dombos          | Arnaud Démare (Groupama–FDJ)            |
| 2.      | március 5.  | Orsonville        | Vierzon       | 187,5 km | Sík             | Dylan Groenewegen (Team Lotto NL–Jumbo) |
| 3.      | március 6.  | Bourges           | Châtel-Guyon  | 210 km   | Dombos          | Jonathan Hivert (Direct Énergie)        |
| 4.      | március 7.  | La Fouillouse     | Saint-Étienne | 18,4 km  | Egyéni időfutam | Wout Poels (Team Sky)                   |
| 5.      | március 8.  | Salon-de-Provence | Sisteron      | 165 km   | Sík             | Jérôme Cousin (Direct Énergie)          |
| 6.      | március 9.  | Sisteron          | Vence         | 198 km   | Közepes hegyi   | Rudy Molard (Groupama–FDJ)              |
| 7.      | március 10. | Nizza             | Valdeblore    | 175 km   | Hegyi           | Simon Yates (Mitchelton–Scott)          |
| 8.      | március 11. | Nizza             | Nizza         | 110 km   | Közepes hegyi   | David de la Cruz (Team Sky)             |

## Végeredmény
| Helyezés | Versenyző           | Csapat           | Idő         |
| -------- | ------------------- | ---------------- | ----------- |
| 1.       | Marc Soler          | Movistar Team    | 30h 22' 41" |
| 2.       | Simon Yates         | Mitchelton–Scott | +4"         |
| 3.       | Gorka Izagirre      | Bahrain–Merida   | +14"        |
| 4.       | Ion Izagirre        | Bahrain–Merida   | +16"        |
| 5.       | Tim Wellens         | Lotto Soudal     | +16"        |
| 6.       | Dylan Teuns         | BMC Racing Team  | +32"        |
| 7.       | Patrick Konrad      | Bora–Hansgrohe   | +44"        |
| 8.       | Alexis Vuillermoz   | AG2R La Mondiale | +1' 54"     |
| 9.       | David de la Cruz    | Team Sky         | +2' 15"     |
| 10.      | Felix Großschaetner | Bora–Hansgrohe   | +2' 35"     |

## Összegzés
| Szakasz (győztes)              | Összetett verseny | Pontverseny   | Hegyi pontverseny   | Fiatalok versenye   | Csapatverseny    |
| ------------------------------ | ----------------- | ------------- | ------------------- | ------------------- | ---------------- |
| 1. szakasz (Arnaud Démare)     | Arnaud Démare     | Arnaud Démare | Pierre-Luc Périchon | Felix Großschartner | Bahrain–Merida   |
| 2. szakasz (Dylan Groenewegen) | Arnaud Démare     | Arnaud Démare | Pierre-Luc Périchon | Marc Soler          | Bahrain–Merida   |
| 3. szakasz (Jonathan Hivert)   | Luis León Sánchez | Arnaud Démare | Pierre-Luc Périchon | Felix Großschartner | Bahrain–Merida   |
| 4. szakasz (Wout Poels)        | Luis León Sánchez | Arnaud Démare | Pierre-Luc Périchon | Marc Soler          | Team Sky         |
| 5. szakasz (Jérôme Cousin)     | Luis León Sánchez | Arnaud Démare | Jérôme Cousin       | Marc Soler          | Team Sky         |
| 6. szakasz (Rudy Molard)       | Luis León Sánchez | Arnaud Démare | Fabien Grellier     | Marc Soler          | Mitchelton–Scott |
| 7. szakasz (Simon Yates)       | Simon Yates       | Tim Wellens   | Thomas De Gendt     | Marc Soler          | Mitchelton–Scott |
| 8. szakasz (David de la Cruz)  | Marc Soler        | Tim Wellens   | Thomas De Gendt     | Marc Soler          | Bahrain–Merida   |
| Végeredmény                    | Marc Soler        | Tim Wellens   | Thomas De Gendt     | Marc Soler          | Bahrain–Merida   |